# Tagányi Béla
Tagányi Béla (Oszlány, 1681. február 2. – Breznóbánya, 1760. május 1.) piarista áldozópap és gimnáziumi igazgató.

## Élete
1705-ben lépett a rendbe. Tanulmányait Nyitrán kezdte és Vácott és Privigyén folytatta. Ezek végeztével pappá szentelték. A rend több iskolájában tanított humán tantárgyakat, például Nyitrán 1706-1710 és 1711-1714 között.
Szónoklatai által nagy hírre tett szert. 1723-ban gróf Károlyi Sándor későbbi nagy hírű fia, Ferenc mellé került nevelőnek és bölcselet-tanárnak. A gróf megvetette alapját a nagykárolyi rendháznak, amelynek ő volt az első rektora. E minőségben 1726-1728 között majd 1736-1739 között Kecskeméten, közben (1728-1736) Nagykárolyban 1741-ig, Debrecenben mint igazgató és házfőnök működött. 1747-1748-ban a kecskeméti teológiai és bölcseleti intézetben tanított. Érdemeiért Nemcsényi Adolf rendfőnök asszisztenssé választotta s e hivatalában Pesten három évig tartózkodott.

## Műve
- Ur-teste-napi prédikáczio, mellyben megmutattatik, hogy az oltári sacramentumban a kenyér és a bor színe alatt a Krisztusnak valóságos teste és vére jelen vagyon, s nem csak annak néminemű figurája s képe és jele. A mellyet… 1724. eszt. …Debreczen piaczán mondott. Kassa, 1724. (Ez az első magyar munka, melyet piarista írt).